# 鮑文子
鲍國（？—？），姒姓，鲍氏，名国，谥文，世称鲍文子。中國春秋時期齊國的大夫，鮑叔牙曾孫，鮑牽之弟。生卒年不详，大约生于齐顷公五年（前594年）之前，卒于齐景公四十七年（前501年）之后。

## 生平
鮑國早年生活在魯國，為魯國施孝叔的家宰。
前574年，齊國大夫慶克穿着婦人的衣服坐着輦車進入宮中，和齊靈公的母親聲孟子私通，而被鮑牽看見，告訴了國佐。國佐責備了慶克。慶克在家中久不出，告訴聲孟子國佐責備了他。齊靈公會盟後回國，聲孟子說留守臨淄的高無咎、鮑牽不接納歸國的國君，要另立公子角。齊靈公遂砍掉鮑牽的雙腳、驅逐高無咎，高無咎出走莒國，齊靈公從魯國召鮑國回齊國繼嗣鮑氏。
這時，齊國的政局混亂，公室衰落，卿大夫互相兼併。鮑國帶領鮑氏一族，不單沒有被其他氏族兼併，並使鮑氏與田氏、國氏、高氏（齊文公後代）成為齊國重臣。
前545年，慶封當權，鮑國聯合高蠆的高氏（齊惠公後代）、欒灶的欒氏、田須無的田氏四族一同攻滅慶氏，令慶封出奔魯國。
前532年，又因欒灶之子欒施和高蠆之子高彊二人嗜酒，兩人投契，與田須無之子田無宇及鮑國疏遠，四族遂分為二黨。欒高二人每次聚飲，醉後輒言陳（田）鮑兩家長短。陳鮑聽聞後漸生疑忌。剛好有人挑撥田無宇及鮑國說欒、高二氏將攻打田、鮑二氏，鮑國深信此事遂令人往約田無宇共攻欒、高兩族。欒施、高彊戰敗，出奔魯國。自此，公族衰落，齊國只剩餘鮑氏、田氏與天子二守的國氏、高氏（齊文公後代）及晏嬰為首的晏氏執政。
前528年，魯國季氏家臣南蒯佔據季氏采邑費地而背叛季氏，費地人民不從，南蒯無奈，只好出亡齊國，欲將費地交給齊國。景公知道費地人不順從，於是派遣鮑國將費地送還魯國。
景公時常聽取鮑國的意見。前501年，魯國陽虎出亡至齊國。陽虎請求景公派兵討伐魯，認為只要三次加兵於魯國，必能取魯。景公意欲允許，鮑國勸諫曰：「臣嘗為隸於施氏（施孝叔）矣，魯未可取也。上下猶和，眾庶猶睦，能事大國，而無天災，若之何取之，陽虎欲勤齊師也，齊師罷，大臣必多死亡，己於是乎奮其詐謀。夫陽虎有寵於季氏，而將殺季孫，以不利魯國，而求容焉。親富不親仁，君焉用之?君富於季氏，而大於魯國，茲陽虎所欲傾覆也。魯免其疾，而君又收之，無乃害乎?」景公聽從了鮑國的勸諫，將陽虎先行扣押其後流放。